# Brommella resima
Brommella resima là một loài nhện trong chi Brommella, họ Dictynidae.
Loài này được Shuqiang Li miêu tả năm 2017. Tính từ định danh loài có nguồn gốc từ tiếng Latinh resimus nghĩa là "với mũi hếch" để nói tới hình dạng của các rìa thùy bên cứng hóa và lỗ túi của thể sinh dục cái ngoài (epigynum).

## Phân bố
Loài này được tìm thấy ở cao độ 600 m trong hang Makou, thôn Nham Để (岩底, Yándǐ), 27°59.629′B 108°27.202′Đ / 27,993817°B 108,453367°Đ thuộc địa phận nhai đạo Nga Lĩnh (峨岭, É Lǐng), huyện Ấn Giang, địa khu Đồng Nhân, Quý Châu, Trung Quốc.